# Abriendo puertas (canción)
«Abriendo puertas» es una canción de la artista cubana Gloria Estefan. Fue lanzado como el primer sencillo del segundo álbum de estudio en español, Abriendo puertas el 19 de septiembre de 1995 en los Estados Unidos y el 16 de octubre de 1995 mundialmente a través de Epic Records. 

## Información general
«Abriendo puertas» alcanzó su la cima de las listas en España, Colombia y los Estados Unidos (Hot Latin Tracks). La canción también obtuvo el número tres en el Hot Dance Music/Club Play. Contó con la colaboración del compositor y productor colombiano Kike Santander. Éste combinó el tradicional ritmo colombiano, el vallenato, con la música salsa habitual en los trabajos de Gloria para darle a la canción un ritmo muy tropical y alegre. La canción recibió el premio Lo Nuestro a la Canción tropical del año en 1996.

## Formato
Estados Unidos, CD maxisencillo- 49K 77977
 Canadá maxisencillo– XUSK11 77977
1. "Album Version" – [3:52]
2. "Teri’s Twirlin’ Vocal Mix" – [8:13]
3. "D’s Classic Club Mix" – [7:29]
4. "Spanish Fly Club Mix" – [6:13]
5. "Cherchez La Femme – (Ballroom Vocal Mix)" – [7:29]

Europa CD Sencillo – 662414 1
1. "Album Version" – [3:52]
2. "Teri’s Twirlin’ Vocal Mix" – [8:13]

Europa CD Maxisencillo – 662414 2
1. "Album Version" – [3:52]
2. "Teri’s Twirlin’ Vocal Mix" – [8:13]
3. "D’s Classic Club Mix" – [7:29]
4. "Teri’s Gettin’ Hard Dub" – [5:05]
5. "D’s Underground Dub" – [6:11]

Europa Vinilo 12”  – 662414 6
1. "Teri’s Twirlin’ Vocal Mix" – [8:13]
2. "D’s Classic Club Mix" – [7:29]
3. "Teri’s Gettin’ Hard Dub" – [5:05]
4. "D’s Underground Dub" – [6:11]
5. "Album Version" – [3:52]

 México Vinilo 12” – CDMIX 479917
1. "Teri’s Twirlin’ Vocal Mix (Edit)" – [4:12]
2. "D’s Classic Club Mix (Edit)" – [4:25]
3. "D’s Underground Dub" – [6:11]

 México [Promocional]  7” Vinilo Sencillo – 658595
1. "Album Version" – [3:52]
2. "Nuevo Día" – [3:36]

 Japón CD-Maxi Sencillo – ESCA 6322
1. "Album Version" – [3:52]
2. "Teri’s Twirlin’ Vocal Mix" – [8:13]
3. "D’s Classic Club Mix" – [7:29]
4. "Spanish Fly Club Mix" – [6:13]

## Fecha de lanzamiento
| Región          | Fecha                   |
| --------------- | ----------------------- |
| Estados Unidos  | 9 de septiembre de 1995 |
| Edición mundial | 16 de octubre de 1995   |

## Listas
| Lista (1995)                                                | Alta posición |
| ----------------------------------------------------------- | ------------- |
| Colombia (Top 40 Singles Chart)                             | 1             |
| España (Top 40 Singles Chart)                               | 1             |
| Estados Unidos. Billboard Hot Dance Music/Club Play         | 3             |
| Estados Unidos Billboard Hot Dance Music/Maxi-Singles Sales | 41            |
| Estados Unidos Billboard Hot Latin Tracks                   | 1             |
| Estados Unidos Billboard Hot Latin Tropical/Salsa Airplay   | 1             |
| Estados Unidos Billboard Hot Latin Regional Mexican Airplay | 6             |
| Suiza (Top 100 Singles Chart)                               | 76            |

## Versiones oficiales
Versiones oficiales
1. Album Version or Radio Edit — 3:52
2. Extended Album Version - 6:39

Remixes
1. Teri's Twirlin' Vocal Mix - 8:13
2. Teri's Twirlin' Vocal Mix Edit - 4:12
3. Teri's Gettin' Hard Dub - 5:05
4. D's Classic Club Mix — 7:29
5. D's Classic Club Mix — 4:25
6. D's Underground Dub - 6:11
7. Spanish Fly Club Mix - 6:13
8. Rum and Coke Dub - 6:42
9. Africuba Mix - 8:50
10. Afridub-a Mix - 5:56